# Emiliano Sala gépének lezuhanása
2019. január 21-én  egy Piper PA–46 Malibu típusú repülőgép eltűnését jelentették a La Manche csatorna felett. A repülőgép Nantes-ból Cardiffba tartott. Fedélzetén David Ibbotson pilóta és a Cardiff City labdarúgócsapatának új játékosa, az argentin Emiliano Sala tartózkodott.

## A repülőgép eltűnése
A repülőgép Nantes-ból, a Loire-Atlantique reptérről tartott Cardiffba. A fedélzetén két ember tartózkodott, a pilóta, illetve Emiliano Sala, a Cardiff City labdarúgócsapatának argentin csatára. Salát az azt megelőző napokban klubrekordot jelentő összegért szerződtette a walesi csapat.
A repülőgép közép-európai idő szerint 20ː15-kor lépett utoljára kapcsolatba a jersey-i repülőtér légiforgalmi irányításával. A repülőgéppel a kapcsolat 21:30-kor szakadt meg, amikor az 700 m-es magasságban repült. A baleset a La Manche csatorna felett történt, itt indítottak keresést az eltűnt repülőgép és a rajta tartózkodó két személy után, amit január 22-én, hajnali 2ː00-kor a rossz időjárási körülmények miatt felfüggesztettek. Bár az eset az Egyesült Királyság felelősségi területén kívül történt, a brit parti őrség két helikoptert küldött a repülőgép keresésére.
A keresést január 22-én reggel 9ː00-kor folytatták és 12ː45 percig összesen 2600 km²-t kutattak át öt légi járművel és két mentőcsónakkal, de nem találták sem a repülőgép, sem pedig az esetleges túlélők nyomát. A keresésben a francia haditengerészet hajói is részt vettek. Január 22-én közép-európai idő szerint 16:30-kor egy repülőgép és egy mentőcsónak tovább folytatta a keresést, azonban továbbra sem bukkantak a repülőgép roncsaira. A keresést január 22-én este ismét felfüggesztették. A tervek szerint másnap hajnalban újra megkezdik a kutatást. Számos lebegő tárgyat találtak a vízben, de nem igazolták hivatalosan, hogy azok a repülőgépről származnának.
Január 24-én délután a guernsey-i hatóságok beszüntették a keresést, miután úgy találták, Sala és Ibbotson túlélési esélye elenyésző. A közlemény szerint a repülőgép legutolsó ismert tartózkodási helyénél a víz mélysége mintegy száz méter. Noha a részt vevő francia, brit és guersney-i mentőegységek mindent megtettek a sikerért, nem sikerült a repülőgép nyomára akadni. A rendőrség eltűnt személyként kezelte az utast és a pilótát.

## A mentési akció

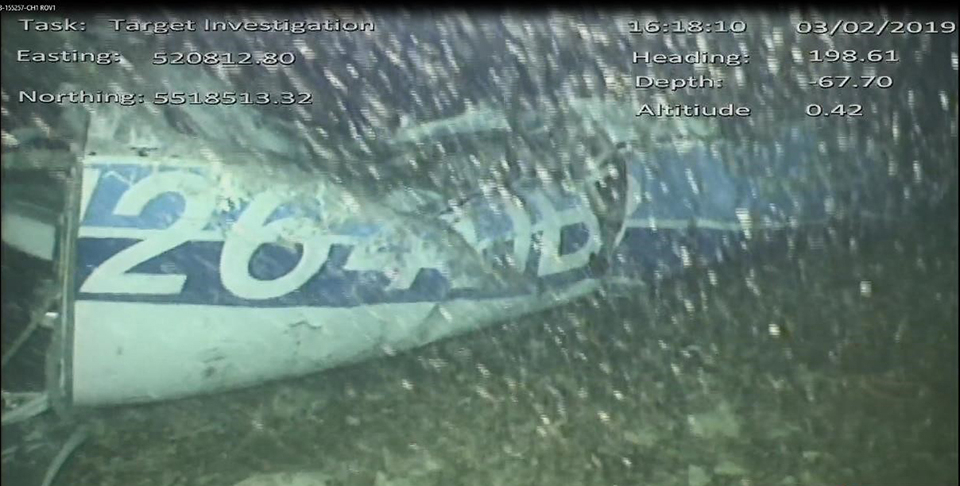
Az AAIB felvétele a tengerfenéken lévő roncsról

A gofundme.com internetes portál gyűjtést szervezett, hogy a keresést folytatni lehessen. Az akcióhoz több neves labdarúgó, így İlkay Gündoğan, Corentin Tolisso és Kylian Mbappé is csatlakozott. A keresést az összegyűlt 300 000 euró adományból 26-án újraindították.
Január 28-án a keresést a víz alatt folytatták egy pilóta nélküli távvezérelt tengeralattjáróval (ROV). A művelet a tengerfenék mintegy 25 négyzetmérföldnyi területére terjedt ki, és a felszínen két halászhajó is részt vett a kutatásban.
2019. január 30-án a légi balesetek kivizsgálását végző minisztériumi szervezet (AAIB) arról számolt be, hogy két ülőpárnát találtak Franciaország partjainál, ami feltehetőleg a Salát szállító repülőgépről származhatott.
2019. február 2-án az expedíciót vezető David Mearns megerősítette, hogy megtalálták a Salát szállító repülőgép roncsait. Nyilatkozatában megerősítette, hogy a labdarúgó családját is értesítette az eseményről, valamint kifejtette, hogy Sala és a repülőt vezető Ibbotson minden valószínűség szerint elhunyt.
Február 4-én egy azonosítatlan holttestet találtak az egy nappal korábban megtalált repülőgép fedélzetén. Az AAIB szóvívői megerősítették, hogy február 7-én a holttestet a felszínre hozták, és azonosítás céljából a Portland-szigetre szállították, majd a dorseti halottkém megvizsgálta azt. Másnap hajnalban hivatalosan is bejelentették, hogy a holttest Emiliano Saláé.

## Vizsgálat
Január 23-án a légi balesetek kivizsgálására szakosodott brit kormányzati szerv, az Air Accidents Investigation Branch vizsgálatot indított az eseményről. A vizsgálatban az argentin, francia és amerikai légiközlekedés-biztonsági hatóságok is közreműködtek. Ennek egy része kiterjedt a balesethez kapcsolódó működési szempontokra, beleértve az engedélyezési és repülési terveket. A március 13-án nyilvánosságra hozott jelentés főbb megállapításai:
- A pilótának nem volt engedélye sötétben történő repülésre, és erre a repülőgéptípusra régen lejárt a típusengedélye, amit nem újított meg.
- A pilótának tapasztalata sem volt sötétben; a szabad szemmel történő tájékozódáshoz szokott, ami a baleset egyik fontos oka lehetett.
- Bár a hatóságoknak a repülést leszervezők azt állították, hogy ez ellenszolgáltatás nélküli túra volt, ez nem volt igaz.
- A rövid út során – a gép egy órányi repülés után zuhant a tengerbe – hét olyan alkalom is volt, amikor a felmerült problémák miatt a pilóta visszafordulhatott volna, és egy kereskedelmi járat már az első ilyen esetében meg is tette volna ezt.
- A robotpilóta nem volt üzemképes állapotban.
- A gépnek hibás volt a kipufogórendszere is, ami miatt a fűtőrendszeren át szénmonoxid jutott az utastérbe.
- Emiliano Sala vérében olyan magas volt a szénmonoxid-koncentráció, hogy már jóval a zuhanás előtt, még a levegőben elveszíthette az eszméletét.
- David Ibbotson testét nem találták meg ugyan, de a repülési adatok és a roncs elemzése alapján ő az utolsó pillanatig magánál lehetett és próbálkozott.
- Az utolsó, kétségbeesett emelkedési manőver közben még a levegőben leszakadt a gép farka és a szárnyainak több darabja.
- A gép azután zuhant le, hogy a pilóta egy viharfelhőt kikerülendő alacsonyabbra ereszkedett, de nem tudta megállítani a süllyedést.

A francia L’Équipe című napilap azt is kiderítette, hogy Willie McKay játékosügynök eredetileg David Henderson pilótát kérte meg, hogy ügyfelét szállítsa Nantes-ból Cardiffba, azonban Henderson tisztázatlan okokból David Ibbotsont kérte meg a repülőgép vezetésére. Willie McKay egy nyilatkozatában elmondta, hogy Ibbotson elhagyta a bankkártyáját, így az utazás minden költségét Henderson fizette, így fordulhatott elő, hogy a pilóta személyét illetően sokáig kétségek merültek fel a sajtóban.
Több szakember és pilóta úgy véli, hogy a gép jegesedés miatt zuhant le.

## A repülőgép
Az eltűnt jármű egy Piper PA–46 Malibu típusú repülőgép, amelynek lajstromjele N264DB. A repülőgépet az Amerikai Egyesült Államokban regisztrálták, tulajdonosa egy Southern Aircraft Consultancy, Inc. nevű norfolki cég. A gép 1984-ben készült; légialkalmassági bizonyítványát 1984. április 27-én adták ki.

## Fordítás
- Ez a szócikk részben vagy egészben  a(z)   2019 Piper PA-46 Malibu disappearance című angol Wikipédia-szócikk fordításán alapul.  Az eredeti cikk szerkesztőit annak laptörténete sorolja fel. Ez a jelzés csupán a megfogalmazás eredetét és a szerzői jogokat jelzi, nem szolgál a cikkben szereplő információk forrásmegjelöléseként.